# Machrouu Tounes
Il Machrouu Tounes (in arabo: مشروع تونس, lett. Progetto della Tunisia) è un partito politico tunisino di orientamento secolarista e centrista fondato nel 2016 da Mohsen Marzouk, a seguito di una scissione da Nidaa Tounes.
In occasione delle elezioni presidenziali del 2019 ha sostenuto la candidatura di Marzouk, il quale ha tuttavia invitato a votare Abdelkarim Zbidi, indipendente sostenuto da Nidaa Tounes e Afek Tounes.